# 트레이시 레츠
트레이시 레츠(영어: Tracy Letts, 1965년 7월 4일 ~ )는 미국의 극작가, 각본가, 배우이다. 2008년 희곡 《어거스트: 가족의 초상》으로 퓰리처상 드라마 부문을 수상하였다.

## 작품 목록

### 영화 각본
- 버그 (2006)
- 킬러조 (2011)
- 어거스트: 가족의 초상 (2013)
- 우먼 인 윈도 (2021) - 출연 겸임

### 영화 출연
- 도망자 2 (1998)
- 빅쇼트 (2015)
- 크리스틴 (2016)
- 엘비스와 대통령 (2016)
- 인디그네이션 (2016)
- 임페리움 (2016)
- 연인들 (2017, The Lovers)
- 레이디 버드 (2017) - 래리 맥퍼슨 역
- 더 포스트 (2017) - 프리츠 비브 역
- 포드 V 페라리 (2019) - 헨리 포드 2세 역
- 작은 아씨들 (2019) - 대시우드 씨 역
- 우먼 인 윈도 (2021)
- 고스트버스터즈 라이즈 (2021)
- 딥 워터 (2022)